# Lee Towers

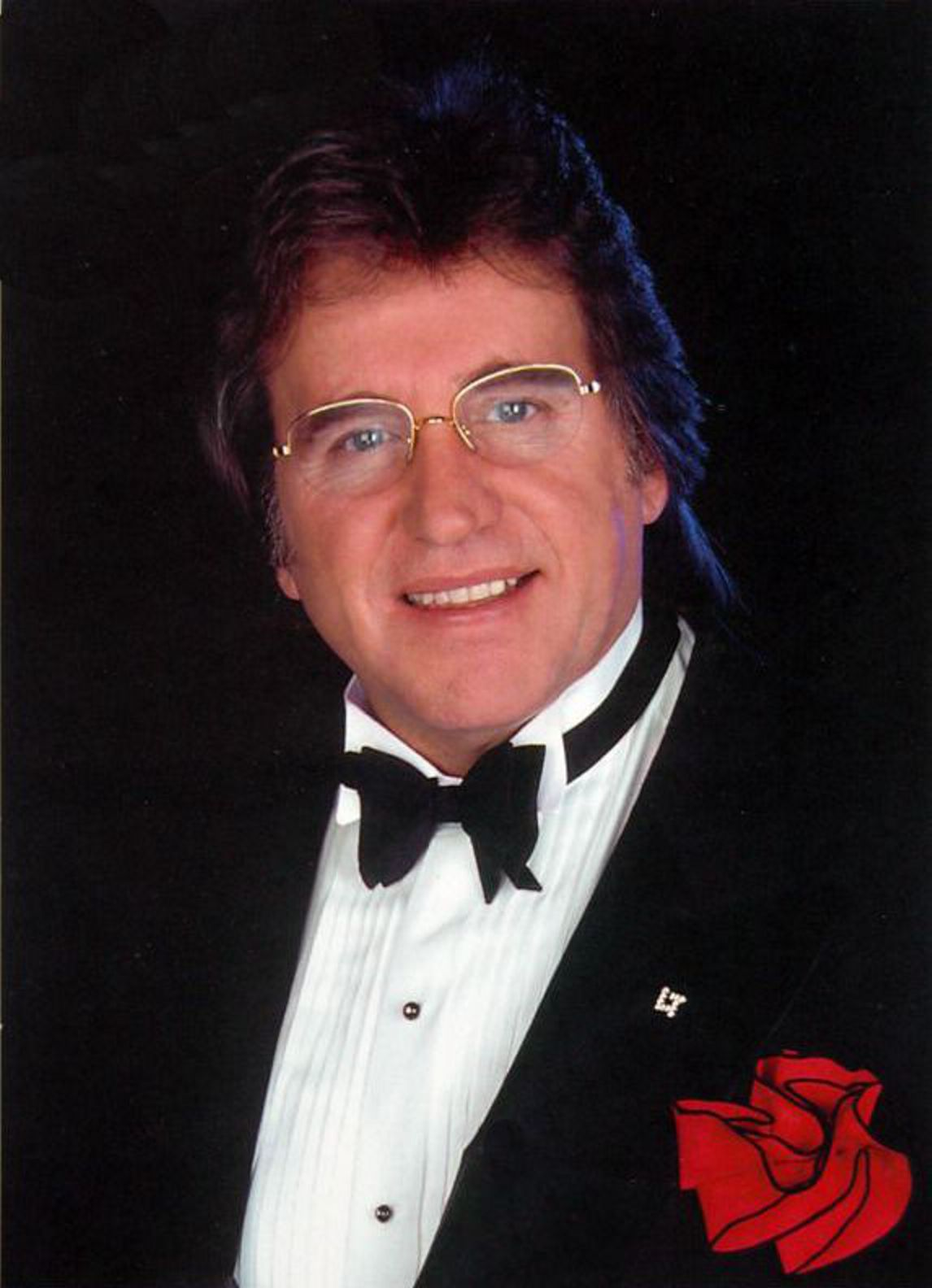
Lee Towers, ca. 1997

Leendert „Leen“ Huijzer (* 23. März 1946 in Ridderkerk), besser bekannt als Lee Towers, ist ein Rotterdamer Sänger, der mit seiner Version des Liedes You’ll Never Walk Alone seinen größten Erfolg feiern konnte.

## Karriere

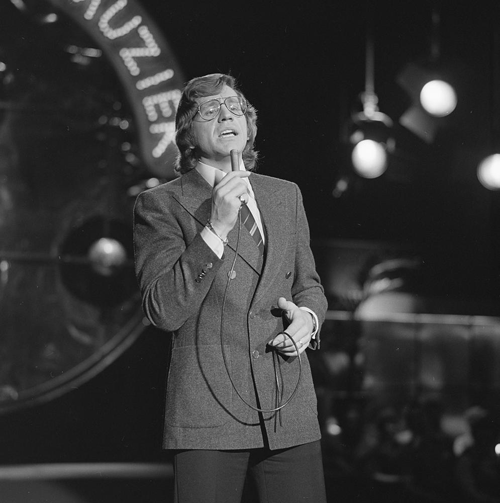
Lee Towers (1977)

Lee Towers wurde 1975 vom niederländischen Musikproduzenten und Fernsehmoderator Willem Duys als sogenannter „singender Kranmaschinist“ entdeckt.
1980 gab er im De Doelen in Rotterdam sein erstes großes Konzert, 1981 folgte ein weiteres ausverkauftes Konzert im Carré in Amsterdam. Danach wagte er den Sprung ins Ahoy, wo er zwei Mal den kompletten Saal füllte.
In späteren Jahren folgten noch viele Konzerte und Shows im Ahoy, bei denen er auch Duette u. a. mit Anita Meyer sang.

## Diskografie

### Alben
| Jahr | Titel                    | Höchstplatzierung, Gesamtwochen, AuszeichnungChartsChartplatzierungen (Jahr, Titel, Platzierungen, Wochen, Auszeichnungen, Anmerkungen) | Anmerkungen     |
| Jahr | Titel                    | NL | Anmerkungen     |
| ---- | ------------------------ | --- | --------------- |
| 1976 | It’s Raining In My Heart | NL1 (16 Wo.)NL |                 |
| 1977 | Special Request          | NL13 (6 Wo.)NL |                 |
| 1978 | Still Loves You          | NL35 (5 Wo.)NL |                 |
| 1979 | Definitelee              | NL19 (9 Wo.)NL |                 |
| 1980 | Simply The Best          | NL6 (16 Wo.)NL |                 |
| 1981 | Absolutelee              | NL14 Gold · (13 Wo.)NL |                 |
| 1982 | New York                 | NL8 Gold · (21 Wo.)NL |                 |
| 1983 | Lee Towers In Concert    | NL19 Gold · (10 Wo.)NL |                 |
| 1983 | I Believe In Music       | NL15 (9 Wo.)NL |                 |
| 1984 | Gala of the Year         | NL6 (10 Wo.)NL |                 |
| 1985 | You and Me               | NL19 (5 Wo.)NL |                 |
| 1985 | Merry Christmas          | NL21 (2 Wo.)NL |                 |
| 1986 | Run To Me                | NL3 Platin · (18 Wo.)NL | mit Anita Meyer |
| 1986 | Say Hello                | NL50 (5 Wo.)NL |                 |
| 1987 | Live at Ahoy             | NL46 (5 Wo.)NL |                 |
| 1990 | Listen To My Heart       | NL29 (8 Wo.)NL |                 |
| 1991 | The Hollywood Album      | NL66 (5 Wo.)NL |                 |
| 1995 | Jubilee                  | NL45 (9 Wo.)NL |                 |
| 1999 | Country Roads            | NL5 Gold · (25 Wo.)NL |                 |
| 2000 | Het mooiste & het beste  | NL97 (1 Wo.)NL |                 |
| 2000 | Members Only             | NL31 (10 Wo.)NL |                 |
| 2011 | The Jubilee Collection   | NL21 (1 Wo.)NL |                 |
| 2011 | Top 100                  | NL92 (1 Wo.)NL | mit Anita Meyer |
| 2013 | Sweet Memories           | NL8 (2 Wo.)NL |                 |

Weitere Alben
- 1982: Fantastic Lee Towers (NL: Gold)

### Singles
| Jahr | Titel Album                                   | Höchstplatzierung, Gesamtwochen, AuszeichnungChartsChartplatzierungen (Jahr, Titel, Album, Platzierungen, Wochen, Auszeichnungen, Anmerkungen) | Anmerkungen        |
| Jahr | Titel Album                                   | NL | Anmerkungen        |
| ---- | --------------------------------------------- | --- | ------------------ |
| 1976 | It’s Raining In My Heart                      | NL24 (7 Wo.)NL |                    |
| 1976 | You Never Walk Alone It’s Raining In My Heart | NL5 (7 Wo.)NL |                    |
| 1978 | Frankie Still Loves You                       | NL18 (5 Wo.)NL |                    |
| 1979 | Bless You Definitelee                         | NL30 (5 Wo.)NL |                    |
| 1980 | Happy Birthday, Baby Definitelee              | NL30 (5 Wo.)NL |                    |
| 1981 | Love Potion Number Nine Absolutelee           | NL23 (6 Wo.)NL |                    |
| 1982 | I Can See Clearly Now New York                | NL10 (7 Wo.)NL |                    |
| 1986 | Run To Me – Live From Ahoy Gala ’85 Run To Me | NL9 (8 Wo.)NL | mit Anita Meyer    |
| 1986 | We’ve Got Tonight Run To Me                   | NL31 (3 Wo.)NL | mit Anita Meyer    |
| 1992 | Ik Wou Dat Ik Voor Één Keer In M’n Leven –    | NL22 (6 Wo.)NL | mit Bart de Graaff |
| 1997 | I Can See Clearly Now/Walking On Sunshine –   | NL28 (3 Wo.)NL | mit Exposure       |